# Cotío
Cotío es un cerro situado en el municipio de Campoo de Enmedio, en Cantabria (España). En lo más alto del mismo hay un vértice geodésico, que marca una altitud de 1162,60 m s. n. m. en la base del pilar. Se llega desde Celada-Marlantes, por un camino que recorre 25 kilómetros, apto físicamente para la circulación de vehículos todo terreno.
Próximo al cerro se encuentra un prototipo de aerogenerador propiedad de la empresa Vestas.